# Alstroemeria roseoviridis
Alstroemeria roseoviridis är en alströmeriaväxtart som beskrevs av Pierfelice Ravenna. Alstroemeria roseoviridis ingår i släktet alströmerior, och familjen alströmeriaväxter. Inga underarter finns listade i Catalogue of Life.